# Dysphylia
Dysphylia é um gênero de mariposa pertencente à família Crambidae.